# Wan An
Wan An (čínsky pchin-jinem Wàn Ān, znaky zjednodušené 万安, tradiční 萬安; 1419 – 11. dubna 1489) byl politik čínské říše Ming. Císař Čcheng-chua ho roku 1469 jmenoval velkým sekretářem, roku 1477 povýšil na prvního velkého sekretáře. Po nástupu nového císaře, Chung-č’a, byl odvolán.

## Jména
Wan An používal zdvořilostní jméno Sün-ťi (čínsky pchin-jinem Xúnjí, znaky 循吉), za své zásluhy obdržel posmrtné jméno Wen-kchang (čínsky pchin-jinem Wénkāng, znaky 文康).

## Život
Wan An se narodil roku 1419, pocházel z Mej-čou (dnes obvod Tung-pcho v městské prefektuře Mej-šan) v provincii S’-čchuan. Studoval konfucianismus, byl první v provinčních úřednických zkouškách a roku 1448 složil i palácové zkoušky a získal hodnost ťin-š’. Jako jeden z nejlepších absolventů byl povolán do akademie Chan-lin. Poté sloužil v různých funkcích v paláci následníka trůnu a znovu v akademii Chan-lin.
Roku 1469 ho císař Čcheng-chua jmenoval členem velkého sekretariátu a tedy jedním z nejmocnějších politiků říše. Po odvolání Šang Lua ze sekretariátu zaujal roku 1477 jeho místo prvního velkého sekretáře. Měl důvěru Čcheng-chuy a spolupracoval s jeho oblíbenci (eunuchovy Wang Č’em a Liang Fangem, paní Wan). Po nástupu na trůn nového císaře Chung-č’a roku 1487 byl s ostudou zbaven všech funkcí v rámci rozsáhlé očisty dvora a vlády od korupce a protekcionářství.
Zemřel 11. dubna 1489.